# ناون بوري
ناون بوري (5 أغسطس 1995 ببنوم بنه في كمبوديا - ) هو لاعب كرة قدم كمبودي في مركز الهجوم. شارك مع منتخب كمبوديا تحت 21 سنة لكرة القدم ومنتخب كمبوديا لكرة القدم. أما مع النوادي، فقد لعب مع Military Police ‏.

## وصلات خارجية
- ناون بوري على موقع ناشيونال فوتبول تيمز (الإنجليزية)